# إميلي يونغ ماكوين
إميلي يونغ ماكوين (بالإنجليزية: Emily Young McQueen)‏ هي منافسة ألعاب القوى أمريكية، ولدت في 1981.